# Ulf Norinder
Ulf Norinder (ur. 19 maja 1934 w Bollnäs, zm. 14 grudnia 1978 w Monte Carlo) – szwedzki kierowca wyścigowy i rajdowy, playboy.

## Życiorys

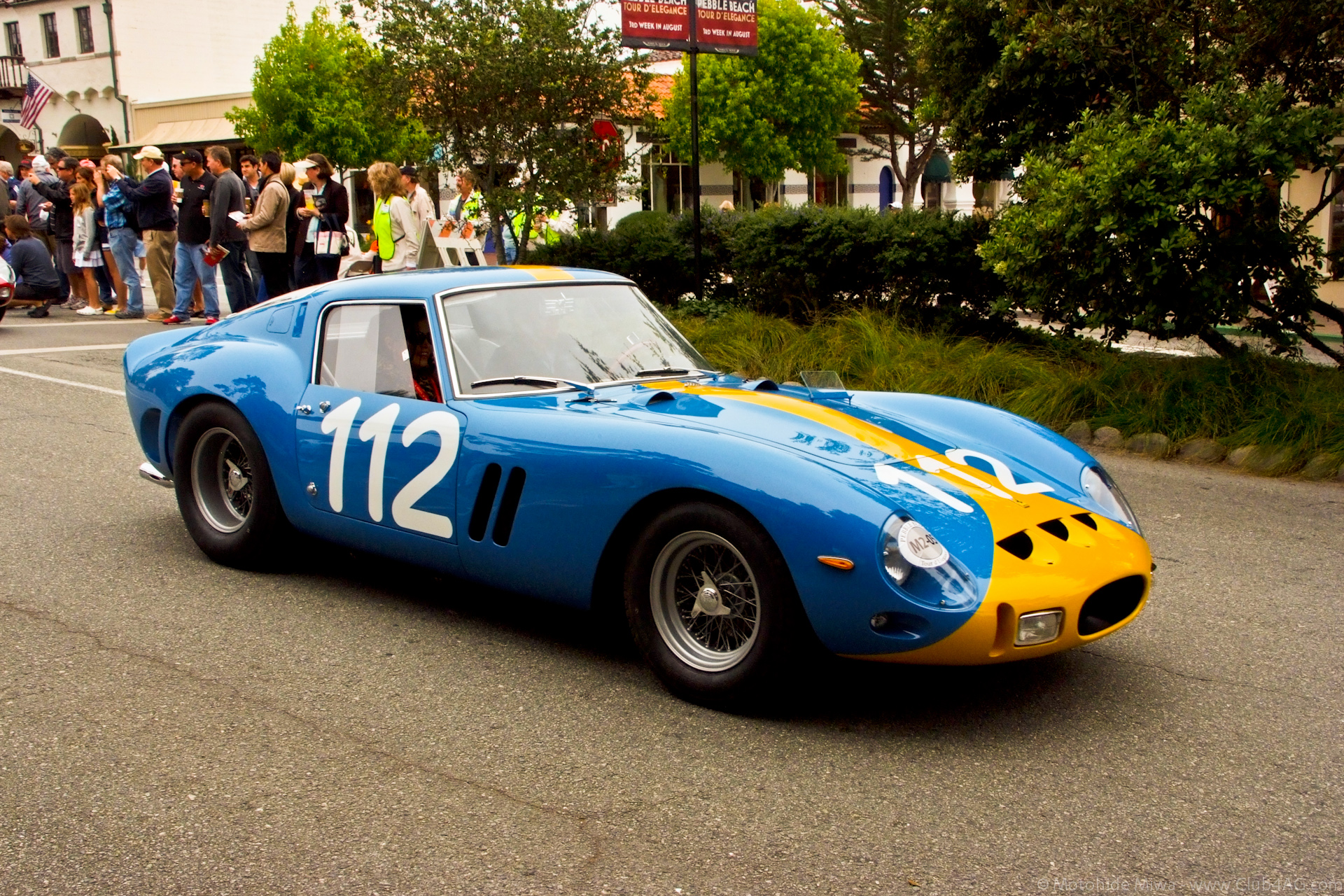
Ferrari 250 GTO kupione przez Ulfa Norindera w 1963 roku (2011)

Ściganie się rozpoczął w latach 50. i rywalizował w wyścigach do lat 70. W 1956 roku wystartował Ferrari 500 Mondial w wyścigu Kanonloppet, ale go nie ukończył. W późniejszych latach używał między innymi samochodów Porsche, Maserati, Ferrari i Lola Cars. Brał udział w takich wyścigach, jak Grand Prix Kuby, Grand Prix des Frontières, Targa Florio, Grand Prix Hockenheimu czy Grand Prix Szwecji. Rywalizował także w zawodach długodystansowych, m.in. 1000 km Nürburgring, 12h Sebring, 2000 km Daytona i 1000 km Monza. W 1964 roku wygrał zawody Vastkustloppet, jadąc Ferrari 250 GTO. Wystartował w wyścigu 24h Le Mans w 1968 na Loli T70, ale go nie ukończył.
W 1968 roku wystartował Porsche 911 w rajdzie KAK Rallyt, w którym nie został jednak sklasyfikowany. Wystartował również w dwóch wyścigach Formuły 1 niewliczanych do Mistrzostw Świata: w 1961 roku nie ukończył zawodów Kanonloppet w Porsche 718, zaś w roku 1971 był piętnasty McLarenem M18 w BRDC International Trophy.
Był wicemistrzem Szwedzkiej Formuły Junior sezonu 1962 na Lotusie 22. W sezonie 1969 zajął natomiast siódme miejsce w klasyfikacji Formuły 5000, zdobywając Lolą T142 jedno trzecie oraz trzy czwarte miejsca. Rok później był ósmy w klasyfikacji Tasman Series, używając Loli T190.
Zagrał kierowcę w filmie Het snö z 1968 roku. Charakteryzował się rozrywkowym stylem życia. Popełnił samobójstwo w 1978 roku.